# Hermenia neoverruculosa
Hermenia neoverruculosa är en ringmaskart som beskrevs av Pettibone 1975. Hermenia neoverruculosa ingår i släktet Hermenia och familjen Polynoidae. Inga underarter finns listade i Catalogue of Life.